# Lupinus lemmonii
Lupinus lemmonii är en ärtväxtart som beskrevs av Charles Piper Smith. Lupinus lemmonii ingår i släktet lupiner, och familjen ärtväxter. Inga underarter finns listade i Catalogue of Life.